# Lament (banda)
Lament es una banda mexicana de death metal/power metal. que se originó en la Ciudad de México en 1993.

## Antecedentes
Lamento fue formado en 1993 bajo el nombre de Beheaded. El género original de la banda era grindcore y brutal death metal. En 1996, la banda cambió su nombre a Lamento después de la muerte del baterista Arturo Guzmán. Poco después de cambiar de nombre, la banda fue a un festival de música, donde conoció a Steve Rowe de Mortification. En 1997, la banda grabó su álbum debut Tears of a Leper. La portada resultó controvertida, por lo que la banda tuvo que usar una alternativa. En 1998, la banda fue abandonada por Rowe Productions y perdió a su vocalista original, Marcos Pérez. Poco después lanzó su tercer álbum, Breathless en 2001 a través de Kingdom. Ocho años después, la banda lanzó Renaissance, a través de Lamento Records, un sello creado por los miembros para lanzar sus discos. Cuatro años después, la banda lanzó Left Behind en 2013.  En 2017, se anunció que Lamento, junto con Dehumanize, había firmado con Vision of God Records y estaba reeditando Tears of a Leper y estaba trabajando en nuevo material.  

## Miembros
Actual
- Abel Gómez - Batería, (1996-2015) Guitarra, (1993-1996, 2015@–presentes) Vocalista (1998@–presentes)
- Erick Conde - Guitarra (1993-presentes)
- Jorge Lopez - Bajo (2014–presentes)[10]
- Dylan Hernandez - Batería (2018-presentes)

Anterior
- Marcos Pérez - Vocalista (1993-1998)
- Arturo Guzmán - Batería (1993-1996) (DESGARRA 1996)
- Benjamin Rojas - Guitarra (1996-2001)
- Edmundo Mondragon - Guitarra (2001-2007)
- Apolos León - Guitarra (1996-2001)
- Jesus Torres
- Iram Gómez - Bajo (1994–2014)
- Benjamin Gómez - Guitarra (2007-2012)
- Elias Santillan - Guitarra (2012-2015)
- Juan Rangel - Batería (2015–2018)[11]

## Discografía

### Como Beheaded
Demos
- El Valle de la Decisión (1994)

### Como Lament
Álbumes de estudio
- Tears of a Leper (1997)[14][15]
- Through the Reflection (1999)[16]
- Breathless (2001)
- Renaissance (2009)

EP
- Left Behind (2013)[2]